# فابریتزیو فابری
فابریتزیو فابری (ایتالیایی: Fabrizio Fabbri؛ زادهٔ ۲۸ سپتامبر ۱۹۴۸ - درگذشته ۳ ژوئن ۲۰۱۹) دوچرخه‌سوار اهل ایتالیا بود که در مسابقات جیرو دیتالیا شرکت می‌کرد.